# Schlacht am Cloyds Mountain
Cloyds Mountain – Cove Mountain
Die Schlacht am Cloyds Mountain fand am 9. Mai 1864 im Rahmen des Crook-Averell Raids auf die Virginia & Tennessee Eisenbahnlinie während des Amerikanischen Bürgerkrieges in der Nähe von Dublin, Virginia statt. Der Raid endete mit einem Sieg der Unionstruppen und der Zerstörung der Eisenbahnbrücke über den New River bei Dublin.

## Vorgeschichte
Im Frühling 1864 plante der Oberbefehlshaber des Unionsheeres Ulysses S. Grant zur Unterstützung seiner zentralen Feldzüge gegen Robert E. Lee in Virginia und gegen Joseph E. Johnston in Georgia mehrere unterstützende Operationen, in die auch Brigadegeneral George Crook mit der Kanawha-Division involviert wurde. Crook hatte den Auftrag, aus West Virginia in östlicher Richtung vorzugehen, um die einzige Eisenbahnverbindung zwischen den konföderierten Staaten Tennessee und Virginia zu unterbrechen, über die Vorräte und Truppen zwischen den Kriegsschauplätzen im Westen und Osten verschoben werden. konnten. Brigadegeneral Crook führte die linke Marschkolonne mit drei Brigaden, die am 2. Mai 1861 von Gauley Bridge, West Virginia entlang des linken Ufers des New Rivers antrat. Die Mehrzahl der konföderierten Truppen im Westen Virginias war ab Ende April in Richtung Lynchburg, Virginia verlegt worden, um den Angriff Generalmajor Sigels das Shenandoahtal aufwärts abzuwehren. Die einzig verfügbare Brigade war die Oberst McCauslands, deren Transport in den Osten der Kommandeur des Wehrbezirks Westliches Virginia, Brigadegeneral Albert G. Jenkins, abbrach und sie persönlich am 7. Mai in Verteidigungsstellungen am Cloyd Mountain führte. Die Brigade bestand aus drei virginischen Infanterieregimenter, zehn Artilleriegeschützen und der eilig unterstellten Home Guard des Pulaski Countys.

## Die Schlacht
Am 9. Mai 1864 trafen beide bei Cloyds Mountain nahe Dublin zusammen. Die Unionstruppen überquerten den Berg aus nördlicher Richtung, die Konföderierten hatten im Süden eine Linie entlang des Back Creek bezogen. Da ihm die konföderierte Stellung, die in der Nacht zuvor provisorisch befestigt worden war, zu stark erschien, entschied sich Crook gegen einen reinen Frontalangriff und entsandte eine seiner drei Brigaden um die rechte Flanke von Jenkins Truppen abgeschirmt durch bewaldetes Gelände zu umgehen. Dies gelang wie geplant und obwohl die Regimenter aus West Virginia und Ohio mangels entsprechender Erfahrung Probleme hatten, ihren Vorstoß zu koordinieren, drängten sie Jenkins’ rechte Flanke langsam aber sicher zurück. Als ihm dies gewahr wurde, schickte Crook den Rest seiner Männer frontal über den Fluss gegen Jenkins’ Hauptlinie. Dieser Angriff über freies Feld bescherte den Unionstruppen zwar schwere Verluste, reichte aber in Zusammenwirkung mit dem Flankenangriff aus, die Position zu erobern. Als Brigadegeneral Jenkins versuchte, das Zentrum seiner Streitmacht vor dem Kollaps zu bewahren, wurde er schwer verwundet und musste vom Schlachtfeld getragen werden. Das Kommando ging auf den Kommandeur der Infanterie, Oberst John McCausland, über. Dieser sammelte die zurückweichenden Truppen temporär entlang einer zweiten Linie, die aber nach kurzer Zeit aufgrund der zahlenmäßigen Überlegenheit der Nordstaatler ebenfalls aufgegeben werden musste. Verstärkt durch ein 500 Mann starkes Kavallerieregiment, welches erst im Laufe des Tages am Dubliner Bahnhof eingetroffen war, gelang es den Konföderierten, Crook lange genug aufzuhalten um den Großteil des kriegswichtigen Materials aus der Stadt nach Süden über den New River zu evakuieren. Mit Einbruch der Dunkelheit zogen sich auch die verbliebenen konföderierten Truppen auf das Südufer zurück.

## Folgen
Das vergleichsweise kurze Gefecht hatte, gemessen an der relativen Stärke der beteiligten Verbände, schwere Verluste gefordert. Crook verlor mit 688 Männern mehr als 10 % seiner Ausgangsstärke, während die Südstaatler neben ihrem Kommandeur fast 540 Männer und somit deutlich über 20 % einbüßten. Obwohl die Unionstruppen die Schlacht gewonnen hatten, sollte sich der Raid Crooks als Fehlschlag erweisen. Zwar gelang es ihm, am Folgetag die hölzerne Brücke über den New River in Brand zu stecken, mangels Explosivladungen blieben die Brückenpfeiler jedoch intakt und eine Reparatur war somit zeitnah möglich. Auf dem Sieg auf dem Schlachtfeld konnten die Nordstaatler ebenfalls deshalb nicht aufbauen, da sie aufgrund von geschickt gefälschten Depeschen, die von McCausland in der Stadt zurückgelassen worden waren, annahmen, dass Grant unterdessen von Lee geschlagen worden sei und sich im Rückzug befand. Diese Fehlinformation sorgte dafür, dass Crook seine Division ebenfalls umkehren ließ und bis zum Ohio River zurückmarschierte.